# Damir Mikec
Damir Mikec (in serbo Дамир Микец?; Spalato, 31 marzo 1984) è un tiratore a segno serbo. Ha rappresentato la Serbia a cinque edizioni consecutive dei Giochi olimpici estivi: Pechino 2008, Londra 2012, Rio de Janeiro 2016, Tokyo 2020 e Parigi 2024 vincendo la medaglia d'argento nella pistola 10 metri ad aria compressa nell'edizione nipponica e l'oro a squadre miste nella successiva.

## Palmarès

### Giochi olimpici
- 2 medaglie:
  - 1 oro (pistola 10 metri a squadre a Parigi 2024).
  - 1 argento (pistola 10 metri a Tokyo 2020).

### Mondiali
- 4 medaglie:
  - 1 oro (pistola 50 metri a Il Cairo 2022);
  - 3 argenti (pistola 10 metri a squadre a Monaco di Baviera 2010; pistola 50 metri e pistola 50 metri a squadre a Changwon 2018).

### Europei
- 25 medaglie:
  - 4 ori (pistola 10 metri a squadre miste a Győr 2016; pistola 10 metri a squadre miste a Maribor 2017; pistola 50 metri a squadre a Baku 2017; pistola 10 metri a Tallinn 2023);
  - 11 argenti (pistola 10 metri a squadre a Praga 2009; pistola 10 metri a squadre a Odense 2013; pistola 10 metri ad Arnhem 2015; pistola 10 metri a Maribor 2017; pistola 50 metri a Baku 2017; pistola 10 metri a squadre e pistola 10 metri a squadre miste a Győr 2018; pistola 10 metri a Osijek 2019; pistola 10 metri a squadre miste a Breslavia 2020; pistola 10 metri a squadre miste e pistola 50 metri a Osijek 2021);
  - 10 bronzi (pistola 50 metri a squadre a Belgrado 2005; pistola 10 metri a squadre a Brescia 2011; pistola 10 metri a squadre ad Arnhem 2015; pistola 10 metri a squadre a Győr 2016; pistola 10 metri a squadre a Maribor 2017; pistola 10 metri a squadre miste a Osijek 2019; pistola 10 metri a squadre a Breslavia 2020; pistola 10 metri a squadre miste a Hamar 2022; pistola 50 metri a Breslavia 2022; pistola 10 metri a squadre a Tallinn 2023).

### Giochi europei
- 3 medaglie: 
  - 2 ori (pistola 10 metri e pistola 50 metri a Baku 2015);
  - 1 argento (pistola 10 metri a squadre miste a Minsk 2019).

### Giochi del Mediterraneo
- 6 medaglie:
  - 3 ori (pistola 10 metri a Tarragona 2018; pistola 10 metri e pistola 10 metri a squadre miste a Orano 2022);
  - 1 argento (pistola 50 metri a Pescara 2009);
  - 2 bronzi (pistola 10 metri ad Almeria 2005; pistola 10 metri a Mersin 2013).

### Universiadi
- 1 medaglia:
  - 1 argento (pistola 50 metri a Shenzhen 2011).